# Liste der britischen Generalkonsule und Hochkommissare für Ägypten

## Die britischen Generalkonsule vonÄgypten(1883–1914)
- Evelyn Baring, 1. Earl of Cromer 11. September 1883–6. Mai 1907
- Eldon Gorst 6. Mai 1907–12. Juli 1911
- Herbert Kitchener, 1. Earl Kitchener of Khartoum 29. November 1911–19. Dezember 1914

## Die britischen Hochkommissare für Ägypten (1914–1936)
- Milne Cheetham 19. Dezember 1914–9. Januar 1915 (geschäftsführend)
- Arthur Henry McMahon 9. Januar 1915–1. Januar 1917
- Francis Reginald Wingate 1. Januar 1917–7. Oktober 1919
- Edmund Allenby, 1. Viscount Allenby 7. Oktober 1919–26. Mai 1925
- George Lloyd 26. Mai 1925–8. August 1929
- Percy Lyham Loraine 8. August 1929–16. Dezember 1933
- Miles Lampson, 1. Baron Killearn 8. Januar 1934–14. November 1936

1936 endete die britische Herrschaft in Ägypten mit der Entlassung Ägyptens in die vollständige Unabhängigkeit